# Moshe-Leib di Sasov
Moshe-Leib di Sasov, noto anche come Rabbi Moshe Yehuda Leib di Sasov (1745 – 1807), è stato un rabbino polacco.
Moshe-Leib di Sasov fu uno dei primi rabbini della tradizione chassidica polacca. Discepolo del rabbino Shmelke di Nicolsburg morì il 4 del mese di Shevat dell'anno 5567, secondo il calendario ebraico equivalente al mese di gennaio-febbraio dell'anno 1807, secondo il calendario gregoriano. Gli succedette, come rebbe chassidim, il figlio Yekusiel Shmelke Erblich.

## Curiosità
Questa figura è rinomata anche quale protagonista di una storia tradizionale chassidica ampiamente citata da Elie Wiesel.
La storia racconta come il fondatore del chassidismo (Ba'al Shem Tov), nei casi eccezionali, per richiedere l'aiuto divino, si recasse in un punto di una foresta, accendesse un fuoco e recitasse una preghiera. Col passare delle generazioni, la memoria di parti del rituale vennero perdute: Meggid di Mezeritch non sapeva più accendere il fuoco, Moshe-Leib di Sasov aveva dimenticato la preghiera, e infine Israel di Rizhin non ricordava più nulla del rito, ma era in grado di raccontare questa storia. Nonostante ciò Dio accorse sempre in aiuto di tutti i rabbini, compreso l'ultimo che sapeva solo raccontare la storia, in quanto Dio ama le storie.